# Pittsburgh Post-Gazette
Pittsburgh Post-Gazette — крупнейшая ежедневная газета города Питтсбурга в штате Пенсильвания. Газета начала издаваться 29 июля 1786 года. По состоянию на 2011 год средний ежедневный тираж составлял 173 160 экземпляров, а воскресный — 317 439. Авторы газеты шесть раз удостаивались Пулитцеровской премии за период с 1938 года.

## История

Хронология консолидации Pittsburgh Post-Gazette

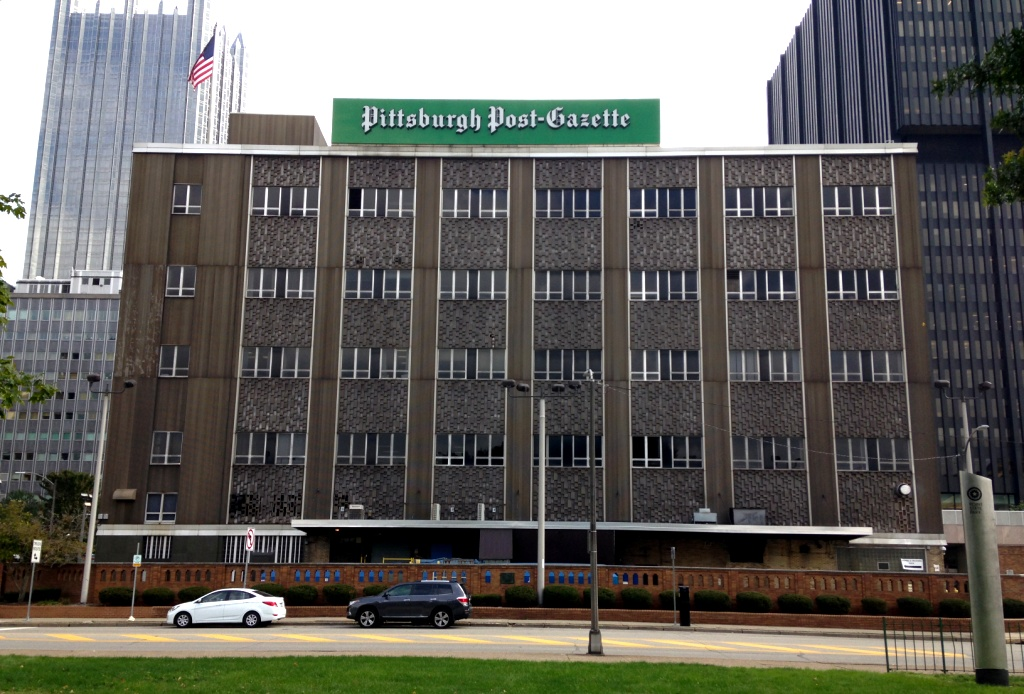
Главный офис Pittsburgh Post-Gazette с октября 2015

Pittsburgh Post-Gazette начала публиковаться с 29 июля 1786 года Джоном Скаллом и Джозефом Холлом. Изначально издание именовалось просто Pittsburgh Gazette. В 1828 газета перешла в руки Моргана Невилла и была переименована в Pittsburgh Gazette and Manufacturing and Mercantile Advertiser. Спустя год была продана Дэвиду Макклину, который вернул название Pittsburgh Gazette. В 1877 году произошло объединение Pittsburgh Gazette и Pittsburgh Commercial, после чего издание стало именоваться Commercial Gazette. В 1900 году газету приобрёл Джордж Т. Оливер и вернул старое название Pittsburgh Gazette. Однако вскоре произошло слияние с Pittsburgh Times и название сменилось на The Gazette-Times.
После Первой мировой войны в Питтсбурге издавалось большое количество различных газет. В 1927 Уильям Рэндольф Херст приобрёл The Gazette-Times и Chronicle-Telegraph. Потом Херст договорился с Полом Блоком, владевшим газетами Post и Sun, об обмене The Gazette-Times на Sun. Таким образом, 2 августа 1927 появилась газета Pittsburgh Post-Gazette.
В дальнейшем путём покупки и слияний Pittsburgh Post-Gazette поглотила ещё нескольких конкурентов на рынке Питтсбурга. 23 апреля 1960 года собственники Pittsburgh Post-Gazette выкупили Pittsburgh Sun-Telegraph у корпорации Херста. 17 мая 1992 в результате забастовки прекратилась публикация газеты The Pittsburgh Press, которая в итоге была куплена владельцами Pittsburgh Post-Gazette.